# Junior Silva Ferreira
Junior Silva Ferreira (nacido el 26 de septiembre de 1994) es un futbolista brasileño que se desempeña como centrocampista.

## Trayectoria

### Clubes
| Club           | País  | Año         |
| -------------- | ----- | ----------- |
| Kyoto Sanga FC | Japón | 2018 - 2020 |

## Estadística de carrera

### J. League
| Club           | Año   | J. League | J. League | Copa J. League | Copa J. League | Total | Total |
| Club           | Año   | Part.     | Goles     | Part.          | Goles          | Part. | Goles |
| -------------- | ----- | --------- | --------- | -------------- | -------------- | ----- | ----- |
| Kyoto Sanga FC | 2018  | 16        | 2         | -              | -              | 16    | 2     |
| Total          | Total | 16        | 2         | 0              | 0              | 16    | 2     |